# Primorski oman
Primorski oman (talčanj; lat. Limbarda crithmoides), biljna vrsta iz porodice glavočika nekad smještana u rod Inula (oman), pa joj otuda naziv primorski oman, danas se vodi kao član monotipskog roda Limbarda. Raširena je po cijelom Sredozemlju, uključujući i Britansko otočje i Hrvatsku
Opisana je u Fl. Belg.: 68 (1827), a prvi puta kao Inula crithmoides L.

## Sinonimi
- Helenium crithmoides (L.) Kuntze in Revis. Gen. Pl. 1: 343 (1891)
- Inula crithmoides L. in Sp. Pl.: 883 (1753)

- L. crithmoides
- L. crithmoides
- L. crithmoides
- L. crithmoides